# Live in Sherwood Forest 75
Live in Sherwood Forest is een livealbum van de groep Gong.
De opnamen dateren van 24 november 1975 en werden gemaakt op de Universiteit van Nottingham. Dit album, dat pas in 2005 verscheen, vormt de "ontbrekende schakel" tussen het tijdperk van Gong met Daevid Allen en Gilly Smyth en het tijdperk Gong zonder haar twee oprichters. Hier proberen Steve Hillage en Pierre Moerlen een nieuwe groep op poten te zetten. Op de cd staan nummers die later terecht zijn gekomen op Shamal, maar ook nummers die waren opgenomen voor het eerste soloalbum van Hillage, Fish Rising. Een van de musici, Mike Howlett, heeft geholpen de banden gereed te krijgen voor de uitgave van de cd. De geluidskwaliteit is niet overal even goed, maar men kan horen welke richting de band zou opgaan. Steve Hillage had er vlak na deze tournee genoeg van en verliet Gong om zich verder richten op zijn solocarrière.

## Titels
1. Master Builder (COIT)
2. Chandra (Lemoine/Howlett);
3. Aftaglid (Hillage/Giraudy)(van Fish Rising);
4. Cat in Clark's shoes (Mahlerbe, Howlett, Lemoine);
5. Wingful of eyes (Howlett);
6. The Salmon Song (Hillage/Giraudy)(van Fish Rising);
7. Isle of Everywhere (COIT)
8. Shamal (Howlett/Moerlen/Malherbe/Bauer/Lemoine.

## Musici
- Steve Hillage - gitaar, zang;
- Mike Howlett - basgitaar, zang;
- Patrice Lemoine - toetsen;
- Didier Malherbe - saxofoons, fluiten;
- Pierre Moerlen - slagwerk;
- Miquette Giraudy - zang;
- Jorge Pinchevsky - viool;
- Mireille Bauer - marimba, percussie, klokkenspel.

## Toergegevens november 1975
- 8: Colchester, Essex Universiteit;
- 9: Guildford, Civic Hall;
- 10: Plymouth, Guildhaal;
- 12: Liverpool, Universiteit;
- 14: Cambridge, Corn Exchange;
- 15: Londen, Imperial College;
- 16: Croydon, Greyhound;
- 17: Cardiff, Universiteit;
- 18: Watford, Town Hall;
- 21: Brighton, Sussex Universiteit;
- 22: Manchester UMIST;
- 23: Cheltenham Town Hall;
- 24: Nottingham University.

Gedurende de tournee werd Gong voorafgegaan door Clearlight, een soortgelijke band. Op de avond in Nottingham speelde Clearlight niet, maar wel haar violist Pinchevsky.

## Bron
- Uitgave MLP, zo te zien geen bootleg.